# Black Bastards
Black Bastards — последний альбом группы KMD, записанный в 1993 году, но выпущенный лишь 15 мая 2000 года. Elektra Records отказались выпускать альбом из-за изображённого на обложке повешенного на виселице чернокожего человека с расистских карикатур. Не задолго до окончания работы над альбомом, брат Думилье DJ Subroc погибает в автокатострофе.

## Критический приём
| Оценки критиков               | Оценки критиков |
| Источник                      | Оценка          |
| ----------------------------- | --------------- |
| AllMusic                      | [ 1 ]           |
| Robert Christgau              | A−              |
| Pitchfork                     | 8.4/10          |
| RapReviews                    | 6.5/10          |
| The Rolling Stone Album Guide | [ 5 ]           |
| Spin                          | 7/10            |

Томас Куинлан для журнала Exclaim! написал об альбоме следующее :"На протяжении всего альбома звучат оды травке («Smokin' That Shit» и «Contact Blitt»), алкоголю («Sweet Premium Wine») и им самим («What A Nigga Know?» и «Black Bastards»). Конечно, Black Bastards звучит устаревшим, но он устарел в качественном, андеграундном, выспавшемся виде. Как будто вы все еще можете танцевать под De La Soul Is Dead или Spiral Walls Containing Autumns of Light Divine Styler. Жаль, что многие люди все равно не услышат этот альбом из-за своей неприязни ко всему, что старше нескольких месяцев. Но если вы хоть как-то интересуетесь классическим хип-хопом, независимо от даты его выхода, Black Bastards KMD обязательно должен быть в вашей коллекции"

## Трек лист
| №                   | Название                                 | Длительность |
| ------------------- | ---------------------------------------- | ------------ |
| 0.                  | «Garbage Day #3»                         | 2:14         |
| 1.                  | «Get-U-Now»                              | 2:27         |
| 2.                  | «What a Nigga Know»                      | 3:26         |
| 3.                  | «Sweet Premium Wine»                     | 3:09         |
| 4.                  | «Plumskinzz.(Loose Hoe, God&Cupid)»      | 1:43         |
| 5.                  | «Smokin' That S*#%»                      | 4:40         |
| 6.                  | «Contact Blitt»                          | 2:42         |
| 7.                  | «Gimme»                                  | 3:50         |
| 8.                  | «Black Bastards!»                        | 4:00         |
| 9.                  | «It Sounded Like a Roc»                  | 4:34         |
| 10.                 | «Plumskinzz.(Oh No I Don't Believe It!)» | 1:40         |
| 11.                 | «Constipated Monkey»                     | 2:47         |
| 12.                 | «F*#@ Wit' Ya Head»                      | 4:35         |
| 13.                 | «Suspended Animation»                    | 2:20         |
| Общая длительность: | Общая длительность:                      | 44:07        |